# Якуб з Дембна
Якуб Дембіньський (Якуб із Дембна, Щекоцинів; Дембінський) гербу Одровонж (нар. бл. 1427 — пом. 15 січня 1490, Опатів) — польський державний діяч, дипломат; великий канцлер коронний, каштелян краківський.

## Життєпис
Походив Якуб із лицарського роду Одровонжів, які використовували однойменний герб Одровонж. Народився близько 1427 року, походив із Дембна. Був молодшим сином середньозаможного малопольського шляхтича Бартоша з Дембна та Стахни Ґабоньської з Ґабані. Мав двох братів — Пйотра та Яна, які померли до 1455 року.
1441 року був студентом Академії Краківської, від 1447 року став королівським придворним.
Протягом 1448–1460 років Якуб із Дембна був краківським підчашим, одночасно у 1457–1459 чашником краківським і протягом 1457–1462 роках чашником коронним. Напевно, від каденції Якуба почалася еволюція щодо поєднання посад чашника краківського з надвірним і усталився звичай поєднання посад чашника та підчашого. У 1459–1460 роках він згадується у джерелах як каштелян малоґоський.
Під час Тринадцятирічної війни Дембіньський брав участь у битвах під Хойницями (1454), Гневом (1457) і Валчом (1460). 18 листопада 1460 року в Кракові він був винагороджений за сім років війни 150 гривнями. Імовірно, того ж року, як винагороду за участь у битві під Валчом, йому було надане те місто з прилеглими маєтками. До 29 грудня цього ж року призначений королем підскарбієм коронним (1460–1468). За час його перебування на цій посаді поступово стабілізувалася грошова система, мінімізувалося псування монети. Праця у сфері казначейства тісно пов'язувала Якуба також зі сферами багатого міщанства, зокрема, з краківськими фінансистами Вальтером Кесінґером, великорадцею краківським, і Міколаєм Крейдлером, цельником (збирачем податків, митником) краківським і жупником олькуським, а також, із родом жупників Морштинів.
Протягом 1460-1470-х років Якуб Дембіньський зосередив у своїх руках численні староства: бецьке (1462–1487), сандецьке (1462–1479), пшедецьке (1463–1471), краківське (1463–1490), освенцимське (1465–1480), севезьке (перед 1472). Останнє було довірене Якубу завдяки військам, які він мав у своєму розпорядженні як генеральний староста краківський для оборони територій Севезького князівства від розбійницьких банд і від наїздів армії угорського короля Матвія Корвіна та його сілезьких прихильників. Також, двічі у 1465 і 1467 роках придбавав посаду бургграфа замку краківського, проте король не підтвердив ці угоди, можливо, побоюючись, що вплив Якуба на міські справи столиці надто зросте.
Якуб із Дембна був гарантом Торунського миру 1466 року. Восени 1467 року та влітку 1468 року він їздив у посольства до Чехії з метою примирення короля Їржі з Подєбрад з папою Павлом II та ворогуючими фракціями в Богемії та щодо прав Казимира Ягеллончика на чеську спадщину.
Канцлером королівства Дембіньський став на початку 1469 року й обіймав цю посаду до 1473 року. Навесні цього ж року відбув у посольство до Риму для затвердження Торунського миру та щодо обрання Вінцентія Келбаси вармінським єпископом. 1470 року він знову перебував у Празі щодо передачі чеського трону королю Казимиру. 1471 року він виїхав у посольство через Прагу до Риму та Венеції.
У 1472–1478 роках був воєводою сандомирським. Протягом 1473–1474 років як державця прикордонних староств стояв на варті південно-західних кордонів королівства збоку Верхньої Сілезії. 1475 року разом із краківським єпископом Яном Жешовським увійшов до складу комісії, яка проводила ревізію державної скарбниці. 1477 року він очолив похід для придушення змови Міколая Коморовського з угорським королем Матвієм Корвіном. Як пише Ян Длугош: «Якуб Дембіньський, приготувавши власне військо і найманців, і обложивши вищезгадані замки, він узяв їх за сім тижнів, вражаючи з найважчих гармат.» Після здобуття замок у Барвалді був знищений, а Живець спалений дощенту. Замок у Шафлярах отримав Марек, син Ратольда, «бо мав на ньому гроші, записані королем»..
Вершиною політичної кар'єри Якуба з Дембна було отримання найвищого земського уряду королівства — Краківського каштеляна, яким він був протягом 1478–1490 років. У середині 1478 року він отримав у державу маєток Краснистав за 3200 флоринів. Після повстання Коморовського ці маєтки та околиці були обміняні королем на його маєтки в Живці та його околицях, а також у Барвалді з прилеглими маєтками. Ці маєтності доповнилися орендою Олькуша разом із свинцевими копальнями від 1484 року. 30 серпня 1479 року Казимир Ягеллончик надав Дембіньському гірничий привілей на пошук будь-яких корисних копалин по всьому королівству.
Якуб Дембіньський був одним із найближчих соратників короля Казимира IV Ягеллончика та був провідною фігурою на політичній сцені третьої чверті XV століття, стовпом королівської партії. Брав участь у багатьох дипломатичних місіях до Угорщини, Чехії та Риму. Був архітектором політики короля щодо південних сусідів Польського королівства, реалізовував династичну політику Ягеллонів, спрямовану на зведення їхніх представників на престоли сусідніх країн.

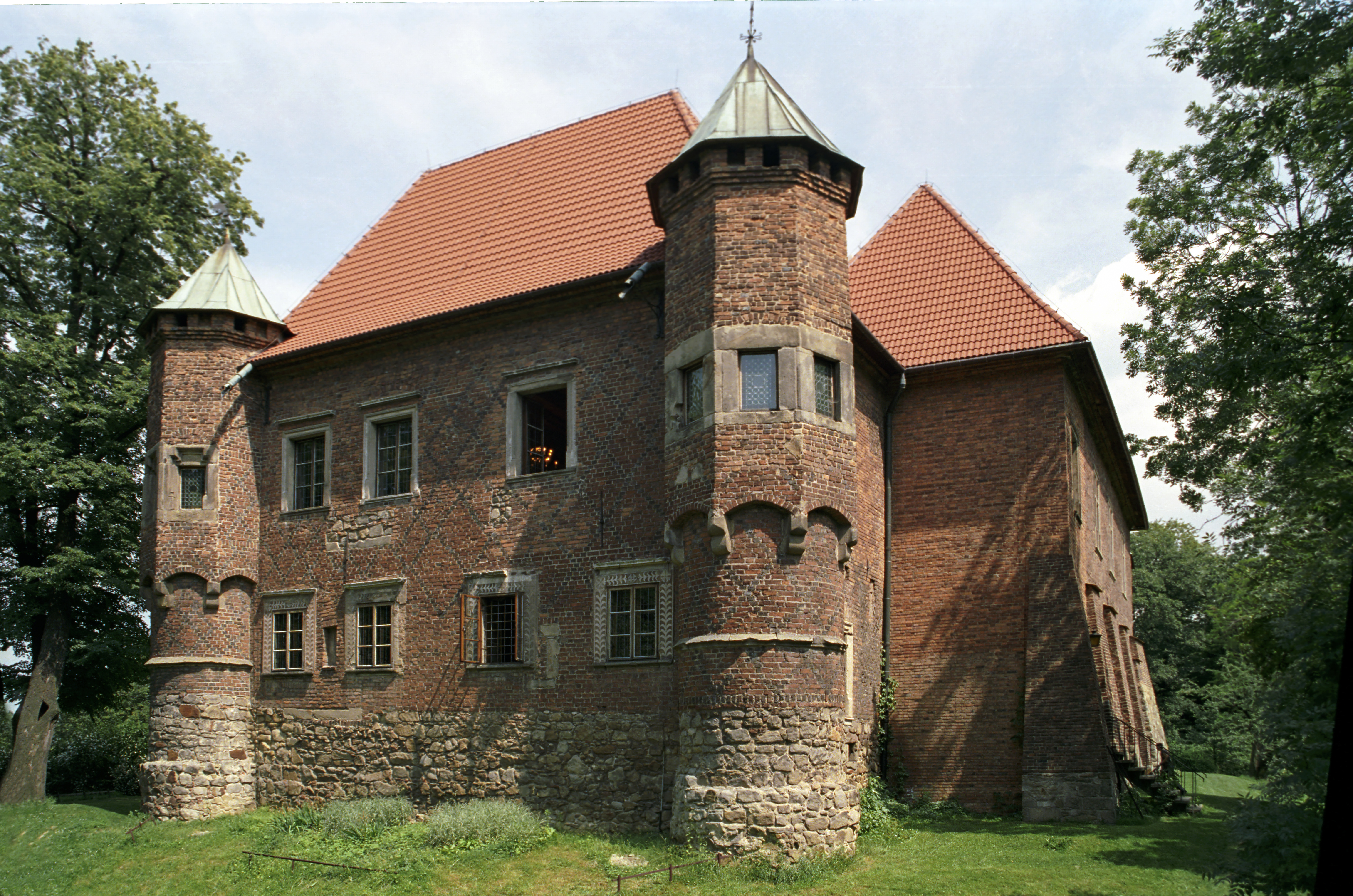
Замок у Дембні

Під час своїх дипломатичних поїздок до Італії у 1469-1471 роках, він налагодив дружні стосунки з правителем Флоренції Лоренцо Пишним, між ними була налагоджена переписка, завдяки якій Якуб переносив ідеї італійського Відродження до Польського королівства. На батьківщині Дембіньський підтримував приятельські відносини з представниками польського гуманізму Яном Длугошем, Пйотром з Бніна, опосередковано з Філіпом Калімахом. Він спрямував свій капітал на видобуток руди та співпрацював в економічній сфері з краківськими фінансистами, належав до людей із сучасними економічними поглядами. Значну частину коштів витратив на будівництво (будинок біля Вавеля, участь у будівництві замку та парафіяльного костелу в Бечі, парафіяльного костелу в Новому Сончі), яке здійснював у співпраці з Яном Длугошем, його другом і довіреною особою. З фуднації Якуба Дембіньського був побудований у Дембні костел святої Малґожати (1470–1504) та Дембненський замок (1470–1480). Він опікувався родовою фундацією цистерціанського монастиря в Могилі, 1481 року заснував там вівтар і обдарував його прибутком з солтиства в Победнику.

Шимон Старовольський так писав про нього: 
|                                                    | ...він був серйозний, твердий, суворий і часто милосердний. Він мав дуже рідкісну якість: доступність не зменшувала його серйозності, а суворість – його милості. Помер у похилому віці: його останки перевезли до Кракова, щоб поховати в гробниці батька, там його й поховали. Друзі виражали свій біль плачем і криками. Його могила прикрашена написом: «Тут спочиває староста краківський Якуб з Дембна, спочатку підскарбій, потім великий канцлер Корони Польської. Цей чоловік вмів виконувати всі обов'язки, які ставило перед ним життя. Він зневажав багатство, був непохитний у добрі, непохитний, безстрашний. Усе своє життя провів, воюючи та беручи участь в управлінні Річчю Посполитою. По-перше, він здобув славу перемогою під Валчем і посольствами, які він виконував для батьківщини. На старості років він скорився присудам долі. Він залишив надзвичайно рідкісний зразок сенаторської розсудливості |
| — Шимон Старовольський, Sarmatiae Bellatores, 1631 | |

.
Помер Якуб із Дембна 15 січня 1490 року за досить драматичних обставин, від нападу апоплексичного удару під час податкового сеймику в Опатові. Похований у цистерціанському монастирі в Могилі біля заснованого ним вівтаря.

## Родина
Першою дружиною Якуба 1451 року стала донька каштеляна каліського Петра з Жерників, Малґожата (пом. перед 1477 р.). Подружжя мало доньку Анну, дружину старости мосінського Мацея Мосіньського.
Другою дружиною Якуба з Дембна була від 1479 року Аґнєшка з Бніна (пом. 1505), вдова після старости Бжесць-Куявського Яна Кобилянського. У цьому шлюбі Якуб мав доньку Ельжбету, дружину Малоґоського каштеляна та старости холмського і грубешівського Вікторина Сененського.